# Македонка (село)
 Тази статия е за бившето село в Област Добрич.  За жена от регион Македония вижте Македонка.  
Македонка е бивше село в североизточна България, област Добрич. През 1976 г. с Указ № 202/обн. на 2 март 1976 г. село Македонка се присъединява към село Гурково и е заличено като самостоятелно селище.